# Bronce de Bonanza
El Bronce de Bonanza, también conocido como Tabula Baetica o Formula Baetica, es una tablilla de bronce de época romana que presenta una inscripción epigráfica en latín que recoge un negocio fiduciario. Sus dimensiones son 28 cm de largo por 19 cm de ancho. Parece ser que formaba parte de un díptico pues en él se aprecian los restos de lo que parece ser un ensamblaje con otra pieza de las mismas dimensiones. Parece que data del siglo I o principios del siglo II d. C. Fue encontrado en Sanlúcar de Barrameda en 1868, por un campesino en las cercanías del puerto de Bonanza. Se conserva en el Museo Arqueológico Nacional de España.